# 2010 Chebyshev
A 2010 Chebyshev (ideiglenes jelöléssel 1969 TL4) a Naprendszer kisbolygóövében található aszteroida. Bella Burnaseva fedezte fel 1969. október 13-án.